# Lianne Sanderson
Lianne Sanderson (ur. 3 lutego 1988 w Lewisham, Anglia) – angielska piłkarka, grająca na pozycji napastnika.

## Kariera piłkarska

### Kariera klubowa
Wychowanka Arsenalu, w którym później grała do 20 roku życia. 3 lipca 2008 została zaproszona do Chelsea. W styczniu 2010 wyjechała do USA, gdzie została piłkarką Philadelphia Independence. W sierpniu 2011 przeszła do hiszpańskiego Espanyolu. W maju 2012 wróciła do USA, gdzie zasiliła skład D.C. United Women. W 2013 przeniosła się do Boston Breakers, skąd została wypożyczona do cypryjskiego Apollonu Limassol. W listopadzie 2014 wróciła do Arsenalu Ladies. W sierpniu 2015 ponownie wyjechała do USA, gdzie potem do końca 2016 broniła barw klubów Portland Thorns, Apollon Limassol, Orlando Pride i Western New York Flash. W lipcu 2018 podpisała kontrakt z Juventusem Women.

### Kariera reprezentacyjna
3 maja 2006 debiutowała w narodowej reprezentacji Anglii w meczu przeciwko Węgrom. Wcześniej broniła barw juniorskiej reprezentacji U-17 i U-19. Potem grała w młodzieżowej reprezentacji Anglii U-20 i U-23. W 2012 reprezentowała Wielką Brytanię na Igrzyskach Olimpijskich.

## Sukcesy i odznaczenia

### Sukcesy piłkarskie
reprezentacja Anglii
- brązowa medalistka Mistrzostw świata: 2015
- ćwierćfinalistka Mistrzostwa świata: 2007
- wicemistrz Europy: 2009
- zwycięzca Cyprus Cup: 2009, 2015

reprezentacja Wielkiej Brytanii
- ćwierćfinalistka Igrzysk olimpijskich: 2012

Arsenal Ladies
- mistrz FA WPL National Division: 2003/04, 2004/05, 2005/06, 2006/07, 2007/08
- zdobywca FA Women's Cup: 2003/04, 2005/06, 2006/07, 2007/08
- zdobywca FA WPL Cup: 2004/05, 2006/07
- zdobywca FA Women's Community Shield: 2004/05, 2005/06
- zdobywca UEFA Women's Cup: 2006/07

Juventus Women
- mistrz Włoch: 2017/18, 2018/19
- zdobywca Pucharu Włoch: 2018/19